# Wahlen zur South West African Legislative Assembly 1929
Die Wahlen zur South West African Legislative Assembly im Jahr 1929 waren die zweiten (von neun) Wahlen im Mandatsgebiet Südwestafrika. Sie fanden am 3. Juni 1929 statt.
Gewählt wurde in 12 Ein-Personen-Wahlkreisen. Wahlberechtigt waren ausschließlich die weißen Einwohner, nicht die schwarze Bevölkerungsmehrheit. Daneben ernannte der südafrikanische Administrator des Mandatsgebietes 6 weitere Abgeordnete.
Bei den letzten Wahlen, den Wahlen zur South West African Legislative Assembly 1926 hatte der Deutsche Bund für Südwestafrika 7 der 12 Wahlkreise gewonnen. Eine Wiederholung dieses Ergebnisses war nicht zu erwarten. Bedingt durch die Einwanderungsbestimmungen war der Anteil der Deutschen unter den Weißen weiter zurückgegangen. Vor allem jedoch hatten sich Nationalpartei und Süd-West-Partei zur United National South West Party (UNSWP) zusammengeschlossen. Nun richtete sich das Mehrheitswahlrecht gegen den Deutschen Bund: Die UNSWP gewann 8 der 12 Mandate, nur die vier Wahlkreise Grootfontein, Kolmanskuppe, Lüderitzbucht und Windhuk-Zentral konnten verteidigt werden.

## Wahlergebnisse nach Wahlkreisen
| Nr.    | Wahlkreis        | DB                | UNSWP | Unabh. | abgegebene Stimmen | Wahlkreissieger |
| ------ | ---------------- | ----------------- | ----- | ------ | ------------------ | --------------- |
| 1      | Gibeon           | ./.               | 241   | 81     | 322                | UNSWP           |
| 2      | Gobabis          | ./.               | 260   | 99     | 438                | UNSWP           |
| 3      | Grootfontein     | Einziger Kandidat | ./.   | ./.    | ./.                | DB              |
| 4      | Keetmanshoop     | ./.               | 183   | 222    | 405                | UNSWP           |
| 5      | Kolmanskuppe     | Einziger Kandidat | ./.   | ./.    | ./.                | DB              |
| 6      | Lüderitzbucht    | 216               | ./.   | 86     | 302                | DB              |
| 7      | Okahandja        | 227               | 254   | ./.    | 481                | UNSWP           |
| 8      | Omaruru          | ./.               | 282   | 235    | 517                | UNSWP           |
| 9      | Swakopmund       | 234               | 252   | ./.    | 486                | UNSWP           |
| 10     | Warmbad          | ./.               | 201   | 142    | 343                | UNSWP           |
| 11     | Windhuk-Zentral  | 294               | 170   | ./.    | 464                | DB              |
| 12     | Windhuk-Distrikt | ./.               | 265   | 246    | 511                | UNSWP           |
| Gesamt | Gesamt           | 971               | 2081  | 1111   | 4269               |                 |

Am 28. September 1932 wurde eine Nachwahl im Wahlkreis Grootfontein durchgeführt, da der dortige Abgeordnete Friedrich Wilhelm Kegel ausgeschieden war. Die Nachwahl entschied der Deutsche Fritz für sich. Am 22. Mai 1933 beschloss die South West African Legislative Assembly gegen die Stimmen der deutschen Opposition die Verlängerung der Wahlperiode um ein Jahr.